# Let Aeroperú 603

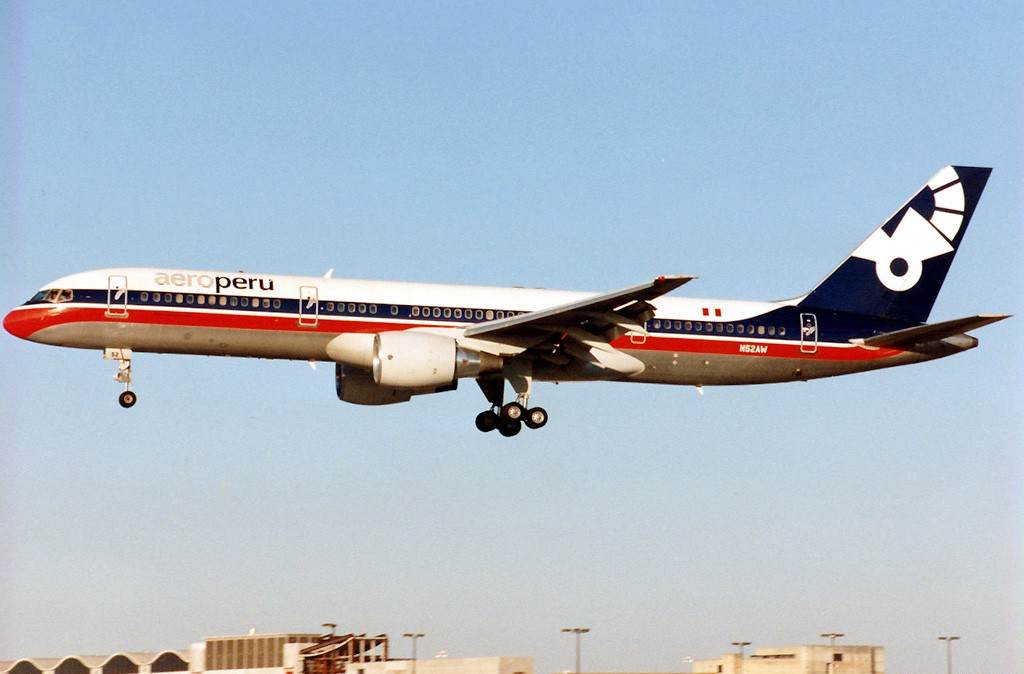
Letoun N52AW v Miami, několik měsíců před nehodou

Let Aeroperú 603 byl pravidelný spoj peruánských aerolinek z Limy do Santiaga de Chile. Krátce po startu 2. října 1996 po půlnoci vyslal Boeing 757-23A (reg. N52AW), který jej obsluhoval, nouzové volání a žádal letovou kontrolu o povolení k návratu do Limy pro rozsáhlé selhání základních přístrojů. Během návratu se však zřítil do Tichého oceánu. Zemřelo všech 70 osob na palubě.
Vyšetřování prokázalo, že prvotní příčinou havárie bylo hrubé selhání údržby: její pracovník zapomněl odstranit pásku chránící během omývání letadla statické porty, což vedlo k selhání základních přístrojů (výškoměru a ukazatele rychlosti) a v důsledku toho k deaktivaci autopilota a zmatečným hlášením počítače. Ve tmě nad oceánem, kde nebyly k dispozici žádné orientační body, zavaleni desítkami falešných poplachů, protichůdných hlášení a nesmyslných údajů, se piloti nedokázali zorientovat v tom, kde letoun je a co dělá. Poslední ránu jim pak nevědomky zasadil řídící letového provozu, který jim na žádost o pomoc udal údaje o výšce ze své obrazovky – ty ovšem přišly přes odpovídač z počítače letadla a byly rovněž nesmyslné. Dezorientovaný letoun klesl příliš nízko a roztříštil se o hladinu.
Nehoda se stala námětem pro jeden z dílů dokumentárního seriálu Letecké katastrofy.